# 佐々木啓二
佐々木 啓二（ささき けいじ、1924年（大正13年）2月27日 - 2006年（平成18年）3月19日）は、日本の実業家、政治家。津軽鉄道社長、FM青森会長、青い森鉄道社長、青森県議会議員。

## 経歴
青森県北津軽郡五所川原町（現在の五所川原市）出身。1944年（昭和19年）麻布獣医専門学校（現在の麻布大学）卒。卒業後は厚生省の研究所に入る。
戦後、帰郷し、青森県農業会に勤務する。その後、1950年（昭和25年）五所川原運送社長、1955年（昭和30年）津軽鉄道常務、同専務、同社長、同会長となり、仙台地方鉄道協会会長、1983年（昭和58年）日本民営鉄道協会副会長に就任。ほか、1963年（昭和38年）津鉄観光社長、1971年（昭和46年）弘前運送社長、1987年（昭和62年）FM青森社長、のち同会長、2001年（平成13年）青い森鉄道社長に就任した。この間、1967年（昭和42年）青森県議に当選した。
1984年（昭和59年）に藍綬褒章、1994年（平成6年）に勲四等旭日小綬章を受章した。

## 親族
- 佐々木孝昌（五所川原市長、息子）